# Joel Brand
Joel Brand (25 de abril de 1906–13 de julio de 1964) fue un judío húngaro que se hizo conocido por su rol durante el Holocausto al tratar de salvar a la comunidad judía húngara de la deportación al campo de concentración de Auschwitz. Descrito por el historiador Yehuda Bauer como un aventurero valeroso que se sentía como en casa en "conspiraciones encubiertas y círculos de jugadores", Brand se unió con compañeros sionistas en Budapest para formar el Comité de Ayuda y Rescate, un grupo que ayudaba a los refugiados nazis en la Europa ocupada por la Alemania Nazi, para que escaparan a la seguridad relativa de Hungría antes de que los alemanes invadieran también este país en marzo de 1944.
Poco después de la invasión, el oficial de las SS Adolf Eichmann pidió a Brand que ayudara a negociar un acuerdo entre las SS y Estados Unidos o el Reino Unido. Eichmann dijo que liberaría hasta un millón de judíos húngaros, si los aliados suministraban a Alemania 10 000 camiones y grandes cantidades de jabón, té y café. Las negociaciones, descritas por The Times como una de las historias más repugnantes de la guerra, se hicieron conocidas como la propuesta de sangre por mercancías. Esta quedó en nada y los historiadores solo pueden conjeturar si la oferta de Eichmann fue o no genuina. Existen teorías de que se trató de un truco con la finalidad de persuadir a la comunidad judía a abordar los trenes hacia Auschwitz con la falsa pretensión de que serían reasentados, o bien de que fue una maniobra de encubrimiento para que oficiales de alto rango de las SS negociaran un tratado de paz con Estados Unidos y el Reino Unido que excluyera a la Unión Soviética e incluso a Adolf Hitler.
Cualquiera haya sido su finalidad, el acuerdo fue frustrado por un gobierno británico suspicaz y por la Agencia Judía para Israel, para gran dolor de Brand. Sus razones han sido objeto de un amargo debate desde entonces, particularmente, entre los sobrevivientes húngaros del Holocausto, algunos de los cuales sostuvieron que fue una traición imperdonable. El propio Brand afirmó: "Con razón o sin ella, para bien o para mal, he maldecido a los líderes oficiales judíos desde entonces. Todas estas cosas me perseguirán hasta el último de mis días. Es mucho más de lo que un hombre puede soportar."

## Antecedentes

### Primeros años
Brand nació en Năsăud, Transilvania, actual Rumania. En 1910, se trasladó con su familia a Erfurt en Alemania, donde fue criado y educado. Se convirtió en comunista y trabajó para el Comintern como marinero, pasando tiempo en Filipinas, Japón, China y América del Sur, antes de retornar a Alemania, donde se convirtió en funcionario comunista de rango medio. Su cargo llevó a que fuera arrestado tras el incendio del Reichstag en 1933, cuando los nazis comenzaron a perseguir a los socialistas y a los comunistas. Cuando fue liberado en 1934, dejó Alemania y se asentó en Budapest, Hungría, donde obtuvo un trabajo en la compañía de teléfonos de Budapest y se hizo sionista, uniéndose al movimiento juvenil del Mapai (Partido Laborista Israelí).

### Comité de Ayuda y Rescate
En 1935, Brand se casó con otro miembro del movimiento sionista en Budapest, Hansi Hartmann, quien poseía una fábrica de guantes, medias y suéteres. En julio de 1941, la hermana de Hansi fue atrapada durante las denominadas deportaciones de Kamenets Podolskiy, cuando el gobierno húngaro decidió deportar entre 18.000 y 25.000 judíos a la Ucrania ocupada por Alemania, porque no podían probar que tuvieran la ciudadanía húngara. Entre 14.000 y 16.000 de los deportados fueron fusilados por las SS el 27 y 28 de agosto de 1941, pero Brand le pagó a Josezf Krem, un agente de espionaje húngaro, para que la hermana de Hansi regresara ilesa. Este incidente fue el inicio de la participación de Brand en el traslado encubierto de refugiados judíos de Polonia y Eslovaquia a la relativa seguridad de Hungría. 
Yehuda Bauer, profesor de Estudios sobre el Holocausto en la Universidad Hebrea de Jerusalén, escribió de Brand que llevaba una vida sin complicaciones y aventurera y que se sentía como en casa en cafés y bares, en "conspiraciones secretas y círculos de jugadores" y cuya sinceridad "no fue siempre impecable", aunque también fue un operador valiente e inteligente que quería ayudar genuinamente a los judíos a escapar de la muerte. Cuando la situación para las comunidades judías en Europa empeoró, Brand formó un equipo para sus actividades de rescate con Rudolf Kastner, un abogado y periodista sionista de Cluj, y con Samuel Springmann, un judío polaco, sionista de centro-derecha que poseía una joyería y que empezó a actuar como el tesorero del comité de rescate.
A inicios de 1943, se unió al grupo Ottó Komoly, un ingeniero de Budapest, oficial de reserva, veterano de guerra y miembro del Partido Liberal Sionista, que era conocido y muy respetado entre la comunidad judía en Budapest. La participación de Komoly otorgó al grupo la credibilidad que necesitaba. Se convirtió en su presidente y, con ello, nació el Va'adat Ezrah Vehatzalah (Vaada) —el Comité de Ayuda y Rescate—, compuesto por Komoly, Kastner, Joel y Hansi Brand, Moshe Krausz y Eugen Frankl (ambos judíos ortodoxos y sionistas) y Ernst Szilagyi, del Hashomer Hatzair de ala izquierda. Operando fuera de la estructura de las instituciones oficiales judías, el Comité encarnó un "ethos audaz y militante", del cual el Judenrat, el Consejo Judío oficial establecido bajo instrucción nazi, carecía por completo.

### Reunión con Eichmann

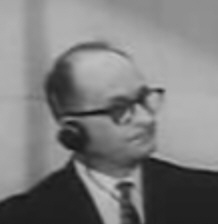
Adolf Eichmann durante su juicio en Jerusalén en 1961, en el cual Brand contó su historia.

El domingo 19 de marzo de 1944, los alemanes invadieron Hungría con relativamente pocas fuerzas que no encontraron resistencia. Brand fue secuestrado y escondido en una casa segura por Josef Winninger, un mensajero de la Abwehr alemana (servicio de inteligencia militar), que habían estado aceptando dinero de Brand a cambio de información acerca de los refugiados judíos, y a quien Brand pagó entre 8.000 y 20.000 dólares por un lugar donde esconderse.
Según el testimonio que Brand rindió en 1954 ante la corte distrital de Jerusalén en el marco de un caso de difamación —y que repitió durante el juicio de Adolf Eichmann en Jerusalén en 1961— el 16 o 25 de abril de 1944, uno de los agentes alemanes en Budapest, probablemente Winninger, le dijo que debía esperar en cierta esquina en una hora determinada para ser llevado al encuentro de Eichmann.